# Katherine Walsh
Katherine Victoria Walsh (11 de abril de 1947 – 7 de octubre de 1970) fue una actriz estadounidense reconocida por su papel de Lulu en la película The Trip de 1967.

## Carrera
Walsh nació en Kenton County, Kentucky, Estados Unidos, hija de Martha y Thomas Walsh. Su padre falleció el 8 de noviembre de 1965 en el accidente aéreo del vuelo 383 de American Airlines en Boone County, Kentucky. Walsh se graduó en la Real Academia de Artes Dramáticas en Londres, Inglaterra, y asistió también a la Universidad de Londres. Hizo su debut actoral en la película The Chase de 1966. Fue artista invitada en series de televisión como The Monkees, The Virginian y Daniel Boone.
Su papel más reconocido fue el de Lulu en la película The Trip, la cual fue escrita por Jack Nicholson y dirigida por Roger Corman.

## Muerte
El 7 de octubre de 1970, Walsh fue encontrada muerta en su apartamento en Kensington, Londres. Aunque se presume que fue asesinada, las investigaciones no pudieron concluir la causa de la muerte.